# Rione Riesci
Rione Riesci is een plaats (frazione) in de Italiaanse gemeente Arnesano.